# Spokane Canaries
Die Spokane Canaries waren eine US-amerikanische Eishockeymannschaft aus Spokane, Washington. Die Mannschaft spielte in der Saison 1916/17 in der Pacific Coast Hockey Association.  

## Geschichte
Das Franchise der Victoria Aristocrats aus der Pacific Coast Hockey Association wurde 1916 nach Spokane, Washington, umgesiedelt und spielte dort in der Saison 1916/17 unter dem Namen Spokane Canaries. Von 23 Spielen gewann die Mannschaft acht Mal und verlor 15 Mal. Damit belegten die Canaries den vierten und somit letzten Platz der Liga. Am Saisonende stellten sie bereits wieder den Spielbetrieb ein, während das Team aus Victoria zur Saison 1919 selbst wieder den Spielbetrieb in der PCHA aufnahm. 